# Ernest Stephen Lumsden
Pour les articles homonymes, voir Lumsden.
Ernest Stephen Lumsden (1883-1948) est un peintre, graveur aquafortiste et essayiste britannique, spécialisé dans la représentation de paysages urbains et la description de motifs architecturaux.

## Biographie
Originaire d'une famille écossaise, Ernest Stephen Lumsden est né le 22 décembre 1883 à Londres.
Il étudie à la Schools of Art and Science de Reading dans la classe du peintre et graveur Frank Morley Fletcher. En 1903, il est à Paris pour suivre des cours à l'Académie Julian.
En 1908, il commence à enseigner au Edinburgh College of Art (école des beaux-arts d'Édimbourg), où il restera plusieurs années.
Ernest Stephen Lumsden est un grand voyageur : il a ramené de ses périples de nombreuses esquisses et notes préparatoires à des descriptions topographiques, produisant dans la foulée des eaux-fortes représentant des aspects de Paris, d'Édimbourg, d'Espagne, du Canada (Victoria), de Chine (Pékin), de Corée, de Birmanie et surtout d'Inde où il séjourne à plusieurs reprises entre 1912 et 1927, exécutant des vues de Bénarès et du Gange ; il est très marqué par l'art en Inde,.
Sa production d'eaux-fortes s'élève à plus de 350 pièces, tirées par ses soins entre 1905 et 1946. La plupart sont conservées à la Burnaby Art Gallery (Colombie britannique, Canada) où une partie de sa famille avait émigré.
Graveur réputé, il devient membre associé en 1909 de la Royal Society of Painter-Etchers, puis membre à part entière en 1915. Il est membre associé de la Royal Scottish Academy en 1923 puis membre complet en 1933 ; par ailleurs, il préside la Society of Artist Printers de 1929 à 1947.
En 1925, il publie chez l'éditeur Seeley — fondé par Richmond Seeley, l'éditeur de la prestigieuse revue d'art The Portfolio (Londres, 1870-1907) — un essai considéré comme séminal, The Art of Etching, véritable traité historique et technique sur l'eau-forte, qui inclut d'autres procédés connexes comme la manière noire, la pointe sèche ou le burin ; soulignant une renaissance de l'eau-forte, il dresse un pont entre les chefs-d'œuvre de Rembrandt et Goya et les productions de ses contemporains que sont Marius Bauer, Frank Weston Benson, Muirhead Bone, George Clausen, David Young Cameron, Frank Short, Augustus John, Frank Brangwyn, James McBey, Edmund Blampied, Percy Smith, Christopher Nevinson, Laura Knight, et John Everett. Outre le tirage courant de cet essai, une édition limitée à 150 exemplaires inclut des eaux-fortes exécutées par Lumsden. 
En 1913 Lumsden épouse Mabel Allington Royds (en), une graveuse sur bois. Ils ont une fille.
Il meurt le 29 septembre 1948 à Édimbourg.